# 瑞班斯卡·娜塔莎
瑞班斯卡·娜塔莎（2000年4月10日—），匈牙利水球运动员，生于斯洛伐克，代表匈牙利国家女子水球队参加2020年夏季奥林匹克运动会女子水球比賽，结果获得一枚铜牌。